# Synagogue Beit Mordekhai de La Goulette
La synagogue Beit Mordekhai de La Goulette, également appelée synagogue Bessis ou synagogue de l'Hôpital, est une synagogue tunisienne située sur la rue Khaznadar à La Goulette (banlieue de Tunis).

## Architecture
Sans doute offerte par Isaac Bessis à la communauté locale dans les années 1910, elle est signée par l'architecte italien Benoît Barsotti qui mêle motifs sculptés et éléments classicisants ou orientalistes (acrotères, colonnettes et corniches). De style moderne, elle ne se différencie pas des maisons de sa rue.
L'accès à la synagogue s'effectue en traversant un passage, ouvert au centre d'une façade symétrique mais désormais séparé de la rue, puis par une porte surmontée des Tables de la Loi. À l'intérieur, la salle de culte de forme carrée est centrée autour de quatre piliers qui soutenaient une ancienne partie supérieure comportant une tribune pour les femmes et un lanterneau, avant que des travaux dans les années 1980 ne la suppriment et ajoutent un portique devant l'arche sainte (hekhal).
Elle est reconstruite en 1995 après un écroulement de sa toiture un an auparavant.

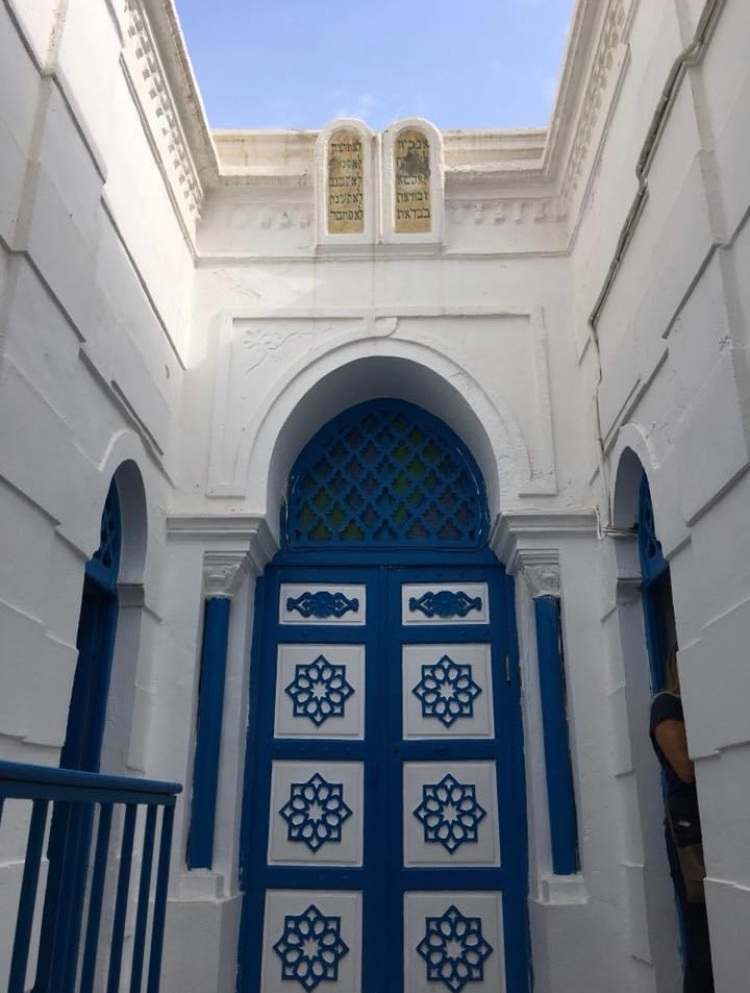
Porte d'entrée surmontée des Tables de la Loi.
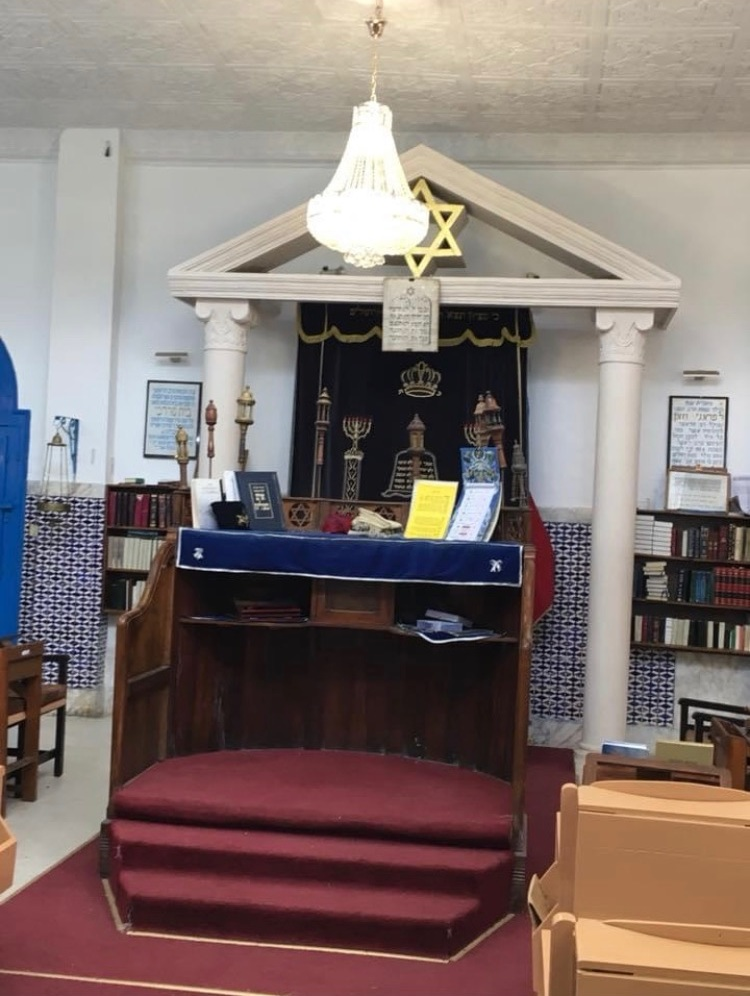
Salle de culte avec le portique devant l'arche sainte.
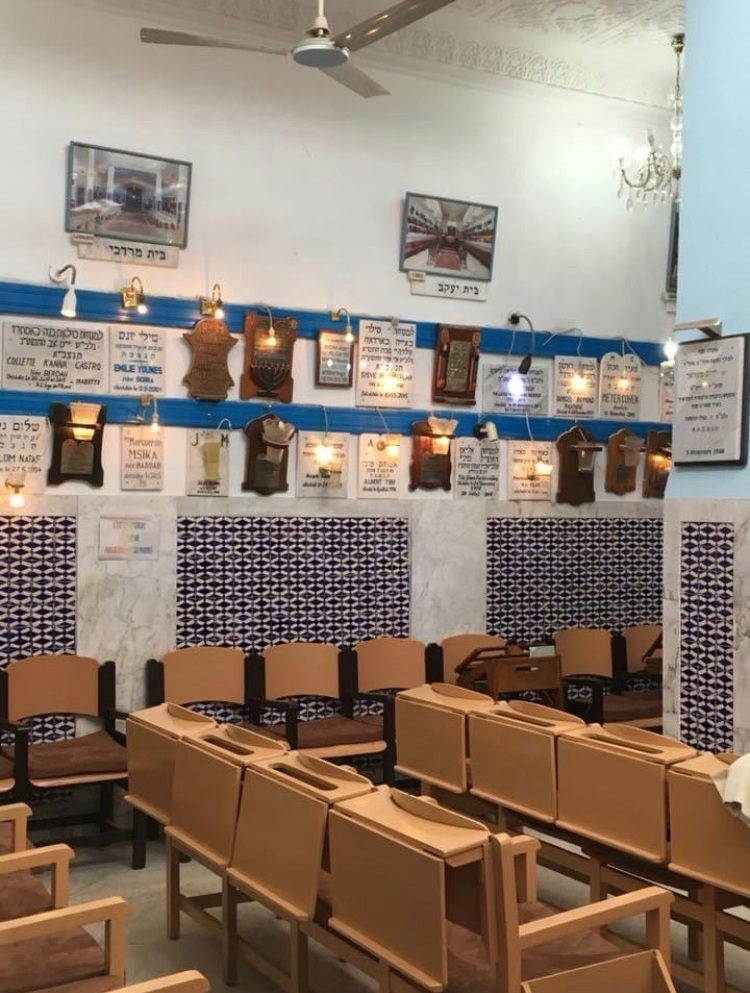
Dédicaces sur un mur latéral.